# Куарона
Куарона (італ. Quarona, п'єм. Quaron-a) — муніципалітет в Італії, у регіоні П'ємонт, провінція Верчеллі.
Куарона розташована на відстані близько 550 км на північний захід від Рима, 90 км на північний схід від Турина, 55 км на північ від Верчеллі.
Населення — 4189 осіб (2014).
Покровитель — святий Іван Хреститель.

## Демографія
Населення за роками:

Станом на 1 січня 2023 року в муніципалітеті офіційно проживало 99 іноземців з 18 країн, серед них 19 громадян країн Євросоюзу та 30 громадян України.

## Сусідні муніципалітети
- Боргозезія
- Брея
- Челліо
- Варалло